# Championnats d'Europe d'athlétisme par équipes 2009
Navigation
Les 1ers Championnats d'Europe d'athlétisme par équipes (en anglais : 2009 European Team Championships) ont eu lieu les 20 et 21 juin 2009. Cette nouvelle compétition, mixte, remplaçant la Coupe d'Europe des nations, est remportée par l'équipe d'Allemagne.

## Format
Douze équipes seront inscrites dans les deux divisions principales : il n'y aura qu'un seul vainqueur, en additionnant les scores masculins et féminins, sans distinction. Les résultats permettront de classer les 50 nations, de la 1re à la dernière place. Il y aura 4 ligues distinctes : la Super ligue (en 2009 à Leiria), la 1re ligue (First League), la 2e ligue (Second League) et la 3e ligue (Third League). Trois équipes seront promues de la 1re Ligue à la Super Ligue (et trois seront reléguées), tandis que deux équipes seulement seront reléguées entre les autres ligues. Les nations suivantes participent à l'édition 2009.
Ce championnat comprend au total 20 épreuves masculines et 20 épreuves féminines, deux relais compris. Douze points sont attribués au concurrent vainqueur d'une épreuve, onze points pour le deuxième et ainsi de suite jusqu'au concurrent classé à la dernière place qui récolte un point. Un abandon en course ou une série d'essais mordus en concours équivalent à zéro point.

## Résultats

### Super Ligue
- Lieu : Estádio Dr. Magalhaes Pessoa, Leiria, Portugal

#### Participants
| Russie Royaume-Uni Pologne Allemagne Italie Espagne | France Ukraine Grèce Suède République tchèque Portugal |

#### Tableau synthétique des résultats
| Épreuve / Points  | RUS | GBR   | POL | GER   | ITA | ESP | FRA   | UKR | GRE | SWE | CZE   | POR | Résultats complets |
| ----------------- | --- | ----- | --- | ----- | --- | --- | ----- | --- | --- | --- | ----- | --- | ------------------ |
| Premier jour      |     |       |     |       |     |     |       |     |     |     |       |     |                    |
| Lancer du marteau | 5   | 1     | 11  | 10    | 12  | 6   | 4     | 9   | 7   | 3   | 8     | 2   | Détail             |
| 400 m haies       | 9   | 12    | 5   | 7     | 4   | 2   | 11    | 8   | 10  | 1   | 6     | 3   | Détail             |
| Saut en hauteur   | 10  | 4     | 8   | 2,5   | 5   | 6   | 2,5   | 12  | 7   | 9   | 11    | 1   | Détail             |
| 100 m             | 1   | 12    | 8   | 7     | 10  | 6   | 9     | 5   | 4   | 3   | 2     | 11  | Détail             |
| 1 500 m           | 3   | 8     | 7   | 9     | 6   | 11  | 10    | 5   | 1   | 4   | 2     | 12  | Détail             |
| 400 m             | 8   | 12    | 7   | 10    | 1   | 2   | 9     | 3   | 6   | 11  | 5     | 4   | Détail             |
| Lancer du poids   | 5   | 7     | 12  | 9     | 2   | 11  | 8     | 6   | 3   | 10  | 1     | 4   | Détail             |
| 5 000 m           | 9   | 12    | 3   | 5     | 7   | 11  | 6     | 10  | 1   | 2   | 4     | 8   | Détail             |
| Saut en longueur  | 7   | 8     | 2   | 3     | 1   | 12  | 6     | 5   | 10  | 4   | 9     | 11  | Détail             |
| 4 × 100 m         | 7   | 2     | 8   | 11    | 12  | 5   | 10    | 0   | 4   | 3   | 6     | 9   | Détail             |
| Second jour       |     |       |     |       |     |     |       |     |     |     |       |     |                    |
| 110 m haies       | 8   | 12    | 7   | 10    | 5   | 11  | 9     | 4   | 2   | 3   | 6     | 1   | Détail             |
| 800 m             | 2   | 9     | 4   | 6     | 7   | 12  | 10    | 11  | 8   | 1   | 5     | 3   | Détail             |
| Triple saut       | 5   | 11    | 3   | 4     | 10  | 6   | 8     | 9   | 7   | 1   | 2     | 12  | Détail             |
| Lancer du disque  | 4   | 6     | 12  | 11    | 8   | 10  | 3     | 9   | 7   | 1   | 5     | 2   | Détail             |
| Saut à la perche  | 8   | 6,5   | 10  | 11    | 4   | 2   | 12    | 1   | 9   | 5   | 6,5   | 3   | Détail             |
| 3 000 m steeple   | 10  | 5     | 7   | 8     | 3   | 9   | 11    | 4   | 2   | 12  | 6     | 1   | Détail             |
| 200 m             | 6   | 12    | 3   | 9     | 5   | 8   | 10    | 7   | 4   | 1   | 2     | 11  | Détail             |
| 3 000 m           | 11  | 9     | 6   | 8     | 10  | 12  | 1     | 5   | 3   | 2   | 4     | 7   | Détail             |
| Lancer du javelot | 11  | 5     | 10  | 12    | 1   | 6   | 4     | 9   | 8   | 2   | 7     | 3   | Détail             |
| 4 × 400 m         | 10  | 12    | 9   | 11    | 6   | 3   | 8     | 7   | 5   | 1   | 4     | 2   | Détail             |
| Total             | 139 | 166,5 | 142 | 163,5 | 119 | 152 | 152,5 | 124 | 110 | 75  | 102,5 | 110 |                    |

 Les épreuves sont inscrites par ordre chronologique. 
| Épreuve / Points  | RUS | GBR   | POL | GER | ITA | ESP | FRA   | UKR   | GRE   | SWE | CZE | POR | Résultats complets |
| ----------------- | --- | ----- | --- | --- | --- | --- | ----- | ----- | ----- | --- | --- | --- | ------------------ |
| Premier jour      |     |       |     |     |     |     |       |       |       |     |     |     |                    |
| 400 m haies       | 4   | 9     | 12  | 8   | 5   | 3   | 7     | 11    | 1     | 2   | 10  | 6   | Détail             |
| 100 m             | 6   | 12    | 8   | 7   | 9   | 1   | 10    | 11    | 4     | 3   | 2   | 5   | Détail             |
| Triple saut       | 11  | 3     | 9   | 2   | 10  | 6   | 12    | 8     | 7     | 1   | 4   | 5   | Détail             |
| Lancer du disque  | 1   | 4     | 8   | 9   | 7   | 3   | 11    | 12    | 5     | 6   | 10  | 2   | Détail             |
| 800 m             | 11  | 9     | 2   | 7   | 6   | 4   | 10    | 12    | 5     | 1   | 8   | 3   | Détail             |
| Saut à la perche  | 11  | 9     | 12  | 10  | 4   | 5   | 6     | 2     | 7     | 1   | 8   | 3   | Détail             |
| 3 000 m           | 12  | 9     | 11  | 0   | 7   | 2   | 8     | 6     | 5     | 4   | 3   | 10  | Détail             |
| 400 m             | 11  | 9     | 6   | 8   | 12  | 5   | 7     | 10    | 4     | 1   | 3   | 2   | Détail             |
| Lancer du javelot | 10  | 3     | 5   | 12  | 9   | 7   | 2     | 6     | 8     | 4   | 11  | 1   | Détail             |
| 3 000 m steeple   | 10  | 8     | 5   | 12  | 3   | 7   | 11    | 4     | 6     | 2   | 1   | 9   | Détail             |
| 4 × 100 m         | 12  | 11    | 8   | 10  | 7   | 3   | 0     | 9     | 5     | 4   | 2   | 6   | Détail             |
| Second jour       |     |       |     |     |     |     |       |       |       |     |     |     |                    |
| Lancer du marteau | 0   | 7     | 12  | 11  | 9   | 6   | 8     | 4     | 10    | 3   | 5   | 2   | Détail             |
| Lancer du poids   | 5   | 1     | 9   | 12  | 11  | 3   | 10    | 4     | 7     | 8   | 6   | 2   | Détail             |
| 1 500 m           | 12  | 9     | 7   | 2   | 10  | 11  | 5     | 8     | 4     | 3   | 1   | 6   | Détail             |
| 100 m haies       | 11  | 2     | 7   | 9   | 5   | 6   | 8     | 10    | 4     | 1   | 12  | 3   | Détail             |
| 200 m             | 12  | 10    | 11  | 7   | 8   | 5   | 9     | 0     | 4     | 3   | 2   | 6   | Détail             |
| 5 000 m           | 9   | 6     | 5   | 10  | 11  | 12  | 7     | 2     | 1     | 4   | 3   | 8   | Détail             |
| Saut en hauteur   | 9   | 2,5   | 4   | 12  | 10  | 11  | 2,5   | 6,5   | 6,5   | 8   | 5   | 1   | Détail             |
| Saut en longueur  | 11  | 3     | 10  | 6   | 4   | 2   | 7     | 8     | 9     | 1   | 5   | 12  | Détail             |
| 4 × 400 m         | 12  | 10    | 0   | 9   | 11  | 5   | 8     | 7     | 3     | 2   | 6   | 4   | Détail             |
| Total             | 181 | 136,5 | 147 | 163 | 159 | 105 | 148,5 | 141,5 | 106,5 | 63  | 111 | 90  |                    |

 Les épreuves sont inscrites par ordre chronologique. 

#### Podiums
| Épreuve | Or                                                                        | Or                | Argent                                                         | Argent           | Bronze                                                                           | Bronze            |
| --- | ------------------------------------------------------------------------- | ----------------- | -------------------------------------------------------------- | ---------------- | -------------------------------------------------------------------------------- | ----------------- |
| 100 m | Dwain Chambers GBR                                                        | 10 s 07           | Francis Obikwelu POR                                           | 10 s 20 SB       | Emanuele Di Gregorio ITA                                                         | 10 s 21 PB        |
| 200 m | Dwain Chambers GBR                                                        | 20 s 55           | Arnaldo Abrantes POR                                           | 20 s 62 SB       | Martial Mbandjock FRA                                                            | 20 s 67 PB        |
| 400 m | Timothy Benjamin GBR                                                      | 45 s 57           | Johan Wissman SWE                                              | 45 s 81 SB       | Kamghe Gaba GER                                                                  | 45 s 88 SB        |
| 800 m | Miguel Quesada ESP                                                        | 1 min 47 s 76     | Oleksandr Osmolovych UKR                                       | 1 min 48 s 05    | Jeff Lastennet FRA                                                               | 1 min 48 s 29     |
| 1 500 m | Rui Silva POR                                                             | 3 min 42 s 07     | Diego Ruiz ESP                                                 | 3 min 42 s 54    | Yoann Kowal FRA                                                                  | 3 min 42 s 73     |
| 3 000 m | Jesús España ESP                                                          | 8 min 01 s 73 SB  | Sergey Ivanov RUS                                              | 8 min 02 s 18 SB | Daniele Meucci ITA                                                               | 8 min 02 s 22     |
| 5 000 m | Mohammed Farah GBR                                                        | 13 min 43 s 01 SB | Carles Castillejo ESP                                          | 13 min 49 s 54   | Serhiy Lebid UKR                                                                 | 13 min 59 s 85 SB |
| 3 000 m steeple | Mustafa Mohamed SWE                                                       | 8 min 28 s 09     | Vincent Zouaoui Dandrieux FRA                                  | 8 min 32 s 05 SB | Ildar Minshin RUS                                                                | 8 min 34 s 06 SB  |
| 110 m haies | Andy Turner GBR                                                           | 13 s 42           | Jackson Quiñónez ESP                                           | 13 s 53 SB       | Matthias Bühler GER                                                              | 13 s 57           |
| 400 m haies | David Greene GBR                                                          | 49 s 26           | Fadil Bellaabouss FRA                                          | 49 s 91 SB       | Periklis Iakovakis GRE                                                           | 50 s 09           |
| 4 × 100 m | Giovanni Tomasicchio Simone Collio Emanuele Di Gregorio Fabio Cerutti ITA | 38 s 77           | Stefan Schwab Till Helmke Alexander Kosenkow Martin Keller GER | 38 s 78          | Ronald Pognon Martial Mbandjock Eddy De Lépine Christophe Lemaitre FRA           | 38 s 80           |
| 4 × 400 m | Conrad Williams Robert Tobin Richard Strachan Timothy Benjamin GBR        | 3 min 00 s 82     | Miguel Rigau Kamghe Gaba Simon Kirch Thomas Schneider GER      | 3 min 02 s 30    | Aleksandr Derevyagin Valentin Kruglyakov Konstantin Svechkar Denis Alekseyev RUS | 3 min 02 s 42     |
| Saut en hauteur | Yuriy Krymarenko UKR                                                      | 2,31 m SB         | Jaroslav Bába CZE                                              | 2,31 m           | Aleksandr Shustov RUS                                                            | 2,31 m            |
| Saut à la perche | Renaud Lavillenie FRA                                                     | 6,01 m NR WL      | Malte Mohr GER                                                 | 5,75 m           | Łukasz Michalski POL                                                             | 5,70 m            |
| Saut en longueur | Eusebio Cáceres ESP                                                       | 8,00 m PB         | Nelson Évora POR                                               | 7,94 m           | Louis Tsatoumas GRE                                                              | 7,91 m            |
| Triple saut | Nelson Évora POR                                                          | 17,59 m           | Phillips Idowu GBR                                             | 17,50 m          | Fabrizio Schembri ITA                                                            | 16,64 m           |
| Lancer du poids | Tomasz Majewski POL                                                       | 20,81 m           | Manuel Martínez ESP                                            | 20,39 m SB       | Antonín Žalský CZE                                                               | 20,11 m SB        |
| Lancer du disque | Piotr Małachowski POL                                                     | 66,24 m           | Robert Harting GER                                             | 65,40 m          | Mario Pestano ESP                                                                | 64,66 m           |
| Lancer du marteau | Nicola Vizzoni ITA                                                        | 78,15 m           | Szymon Ziółkowski POL                                          | 78,01 m SB       | Markus Esser GER                                                                 | 77,62 m           |
| Lancer du javelot | Mark Frank GER                                                            | 78,63 m           | Ilya Korotkov RUS                                              | 77,56 m          | Igor Janik POL                                                                   | 76,48 m           |
| Records et Performances - AR : Record continental (area record) - CR : Record des championnats (championship record) - MR : Record du meeting (meet record) - NR : Record national (national record) - OR : Record olympique (olympic record) - PR : Record paralympique (paralympic record) - PB : Record personnel (personal best) - SB : Meilleure performance personnelle de la saison (season's best) - WL : Meilleure performance mondiale de l'année (world leader) - WJR : Record du monde junior (world junior record) - WR : Record du monde (world record) Circonstances et Conditions - DNF : N'a pas terminé (did not finish) - DNS : N'a pas pris le départ (did not start) - DQ : Disqualification (disqualification) - NM : Aucun essai valable enregistré (No Mark) - Q : Qualifié « directement » au prochain tour (ou à la prochaine compétition), lors d'une compétition majeure, grâce au classement ou à la réalisation des minima (automatic qualifier) - q : Qualifié au prochain tour (ou à la prochaine compétition), lors d'une compétition majeure, grâce au repêchage ou à la réalisation de l'une des meilleures performances parmi celles des « non qualifiés directement » (grâce au meilleur temps ou à la meilleure distance par exemple) (secondary qualifier) |                                                                           |                   |                                                                |                  |                                                                                  |                   |

| Épreuve | Or                                                                               | Or                | Argent                                                            | Argent            | Bronze                                                         | Bronze           |
| --- | -------------------------------------------------------------------------------- | ----------------- | ----------------------------------------------------------------- | ----------------- | -------------------------------------------------------------- | ---------------- |
| 100 m | Emily Freeman GBR                                                                | 11 s 42           | Nataliya Pohrebnyak UKR                                           | 11 s 49           | Carima Louami FRA                                              | 11 s 50 SB       |
| 200 m | Yuliya Gushchina RUS                                                             | 23 s 01           | Marta Jeschke POL                                                 | 23 s 34           | Christine Ohuruogu GBR                                         | 23 s 40          |
| 400 m | Libania Grenot ITA                                                               | 51 s 16 SB        | Lyudmila Litvinova RUS                                            | 51 s 23 SB        | Nataliya Pyhyda UKR                                            | 51 s 86          |
| 800 m | Yuliya Krevsun UKR                                                               | 1 min 58 s 62 WL  | Yekaterina Kostetskaya RUS                                        | 1 min 59 s 43 SB  | Élodie Guégan FRA                                              | 1 min 59 s 79 SB |
| 1 500 m | Anna Alminova RUS                                                                | 4 min 07 s 59     | Nuria Fernández ESP                                               | 4 min 08 s 00     | Elisa Cusma Piccione ITA                                       | 4 min 08 s 72 PB |
| 3 000 m | Gulnara Samitova-Galkina RUS                                                     | 8 min 46 s 88 SB  | Sylwia Ejdys POL                                                  | 8 min 58 s 26 PB  | Inês Monteiro POR                                              | 9 min 00 s 83 SB |
| 5 000 m | Dolores Checa ESP                                                                | 15 min 28 s 87 SB | Silvia Weissteiner ITA                                            | 15 min 31 s 33 SB | Sabrina Mockenhaupt GER                                        | 15 min 37 s 67   |
| 3000 m steeple | Antje Möldner GER                                                                | 9 min 32 s 65     | Sophie Duarte FRA                                                 | 9 min 33 s 63 SB  | Yelena Sidorchenkova RUS                                       | 9 min 36 s 88    |
| 100 m haies | Lucie Škrobáková CZE                                                             | 12 s 94 SB        | Yuliya Kondakova RUS                                              | 12 s 94 SB        | Olena Krasovska UKR                                            | 13 s 02          |
| 400 m haies | Anna Jesień POL                                                                  | 54 s 82           | Anastasiya Rabchenyuk UKR                                         | 55 s 05           | Zuzana Hejnová CZE                                             | 55 s 29 SB       |
| 4 × 100 m | Yevgeniya Polyakova Natalia Rusakova Yuliya Gushchina Yuliya Chermoshanskaya RUS | 43 s 35           | Laura Turner Kadi-Ann Thomas Emily Freeman Joice Maduaka GBR      | 43 s 44           | Katja Wakan Anne Möllinger Cathleen Tschirch Marion Wagner GER | 43 s 57          |
| 4 × 400 m | Yelena Voinova Tatyana Firova Anastasiya Kapachinskaya Lyudmila Litvinova RUS    | 3 min 25 s 25     | Daniela Reina Maria Enrica Spacca Marta Milani Libania Grenot ITA | 3 min 28 s 77     | Vicky Barr Eilidh Child Jenny Meadows Lee McConnell GBR        | 3 min 29 s 29    |
| Saut en hauteur | Ariane Friedrich GER                                                             | 2,02 m            | Ruth Beitia ESP                                                   | 2,00 m SB         | Antonietta Di Martino ITA                                      | 2,00 m SB        |
| Saut à la perche | Monika Pyrek POL                                                                 | 4,70 m            | Yuliya Golubchikova RUS                                           | 4,65 m SB         | Silke Spiegelburg GER                                          | 4,60 m SB        |
| Saut en longueur | Naide Gomes POR                                                                  | 6,83 m            | Olga Kucherenko RUS                                               | 6,73 m            | Teresa Dobija POL                                              | 6,45 m           |
| Triple saut | Teresa Nzola Meso Ba FRA                                                         | 14,40 m SB        | Anna Pyatykh RUS                                                  | 14,10 m           | Magdelín Martínez ITA                                          | 14,01 m          |
| Lancer du poids | Nadine Kleinert GER                                                              | 19,59 m           | Chiara Rosa ITA                                                   | 18,57 m           | Laurence Manfredi FRA                                          | 18,16 m SB       |
| Lancer du disque | Natalya Semenova UKR                                                             | 61,58 m           | Mélina Robert-Michon FRA                                          | 61,41 m           | Věra Cechlová CZE                                              | 60,50 m          |
| Lancer du marteau | Anita Włodarczyk POL                                                             | 75,23 m           | Betty Heidler GER                                                 | 74,97 m SB        | Stiliani Papadopoulou GRE                                      | 71,18 m          |
| Lancer du javelot | Christina Obergföll GER                                                          | 68,59 m WL        | Barbora Špotáková CZE                                             | 65,89 m           | Mariya Abakumova RUS                                           | DQ               |
| Records et Performances - AR : Record continental (area record) - CR : Record des championnats (championship record) - MR : Record du meeting (meet record) - NR : Record national (national record) - OR : Record olympique (olympic record) - PR : Record paralympique (paralympic record) - PB : Record personnel (personal best) - SB : Meilleure performance personnelle de la saison (season's best) - WL : Meilleure performance mondiale de l'année (world leader) - WJR : Record du monde junior (world junior record) - WR : Record du monde (world record) Circonstances et Conditions - DNF : N'a pas terminé (did not finish) - DNS : N'a pas pris le départ (did not start) - DQ : Disqualification (disqualification) - NM : Aucun essai valable enregistré (No Mark) - Q : Qualifié « directement » au prochain tour (ou à la prochaine compétition), lors d'une compétition majeure, grâce au classement ou à la réalisation des minima (automatic qualifier) - q : Qualifié au prochain tour (ou à la prochaine compétition), lors d'une compétition majeure, grâce au repêchage ou à la réalisation de l'une des meilleures performances parmi celles des « non qualifiés directement » (grâce au meilleur temps ou à la meilleure distance par exemple) (secondary qualifier) |                                                                                  |                   |                                                                   |                   |                                                                |                  |

#### Classement général
Classement définitif.
| Place | Pays        | Hommes | Femmes | Total |
| ----- | ----------- | ------ | ------ | ----- |
| 1     | Allemagne   | 163,5  | 163    | 326,5 |
| 2     | Russie      | 139    | 181    | 320   |
| 3     | Royaume-Uni | 166,5  | 136,5  | 303   |
| 4     | France      | 152,5  | 148,5  | 301   |
| 5     | Pologne     | 142    | 147    | 289   |
| 6     | Italie      | 119    | 159    | 278   |
| 7     | Ukraine     | 124    | 141,5  | 265,5 |
| 8     | Espagne     | 152    | 105    | 257   |
| 9     | Grèce       | 110    | 106,5  | 216,5 |
| 10    | Tchéquie    | 102,5  | 111    | 213,5 |
| 11    | Portugal    | 110    | 90     | 200   |
| 12    | Suède       | 75     | 63     | 138   |

#### Classement officieux
Contrairement à toutes les précédentes compétitions EAA où étaient toujours séparées les dames des messieurs (et aucune classification mixte admise), il n'est pas prévu, pour la première fois, un classement distinct selon le sexe des participants. Cependant à des fins statistiques, et comme certaines fédérations nationales l'ont établi, le classement différencié permet de constater notamment que l'Allemagne n'est en tête ni chez les messieurs, ni chez les dames.

### 1religue
- Lieu : Fana Stadion, Bergen, Norvège

#### Participants
| Biélorussie Slovénie Roumanie Turquie Belgique Hongrie | Pays-Bas Finlande Estonie Suisse Serbie Norvège |

#### Classement
| Place | Pays        | Points         |
| ----- | ----------- | -------------- |
| 1     | Biélorussie | 332 (promue)   |
| 2     | Finlande    | 289 (promue)   |
| 3     | Norvège     | 279 (promue)   |
| 4     | Pays-Bas    | 274            |
| 5     | Belgique    | 269,5          |
| 6     | Turquie     | 266,5          |
| 7     | Roumanie    | 262,5          |
| 8     | Hongrie     | 260            |
| 9     | Slovénie    | 254,5          |
| 10    | Estonie     | 223            |
| 11    | Suisse      | 203 (reléguée) |
| 12    | Serbie      | 191 (reléguée) |

### 2eligue
- Lieu : Banska Bystrica, Slovaquie

#### Participants
| Irlande Bulgarie Croatie Lettonie | Slovaquie Lituanie Autriche Chypre |

#### Classement
| Place | Pays      | Points |
| ----- | --------- | ------ |
| 1     | Lituanie  | 216    |
| 2     | Irlande   | 200,5  |
| 3     | Lettonie  | 181    |
| 4     | Autriche  | 180,5  |
| 5     | Slovaquie | 180    |
| 6     | Croatie   | 174    |
| 7     | Bulgarie  | 163    |
| 8     | Chypre    | 140    |

### 3eligue
- Lieu : Sarajevo, Bosnie-Herzégovine

#### Participants
| Moldavie Israël Danemark Bosnie-Herzégovine Islande Luxembourg Géorgie | Azerbaïdjan Monténégro Arménie AASSE Albanie Andorre Macédoine |

#### Classement
| Place       | Pays               | Points |
| ----------- | ------------------ | ------ |
| 1           | Israël             | 401,5  |
| 2           | Moldavie           | 393,5  |
| 3           | Danemark           | 391    |
| 4           | Bosnie-Herzégovine | 357    |
| 5           | Azerbaïdjan        | 327,5  |
| 6           | Islande            | 327    |
| 7           | Luxembourg         | 292    |
| 8           | Arménie            | 245,5  |
| 9           | Géorgie            | 227    |
| 10          | Monténégro         | 217,5  |
| 11          | AASSE              | 135    |
| 12          | Andorre            | 123    |
| 13          | Macédoine du Nord  | 116,5  |
| Non classée | Albanie            |        |

|  | Vainqueur de la compétition |  | Promotion en division supérieure |  | Relégation en division inférieure |